# Гесберг Костянтин Дмитрович
фон Гесберг Костянтин Дмитрович (28 (16 за ст. ст.) вересня 1865 р. - ?) – голова Катеринославської губернської земської управи (1913-1917), катеринославський губернський комісар (березень-червень 1917).
Службу він почав у жовтні 1889 р. у Новомосковській дворянській опіці канцелярським службовцем 2-го розряду.
З 1891 р. К.Д. фон Гесберг обирається до складу Новомосковського повітового земського зібрання. Зарекомендував себе активним учасником зібрань. Був обраний членом повітової земської управи. Завідував земською касою. Також опікував місцеву земську лікарню, арештантське приміщення та поромну переправу.
Член Новомосковського товариства сільських господарів та Новомосковської санітарно-виконавчої комісії.
З 1900 р. – гласний Катеринославського губернського земства. 20 грудня 1903 р. його обрали членом губернської управи. У грудні 1906 р. і грудні 1909 р. його знову обирають до складу губернської управи. 
Окрім обов’язків члена управи, К.Д. Гесберг у 1909–1910 рр. був задіяний у підготовці та проведенні Обласної сільськогосподарської виставки. Він входив до Розпорядчого комітету, очолював інформаційну комісію, яка працювала з 11 серпня 1909 р., відповідав за організацію лекцій на виставці, а також курував відділ «Земського самоуправління», представлений на виставці.
22 квітня 1913 р. на надзвичайному зібранні К.Д. Гесберга обирають головою губернської земської управи на постійній основі.
3 березня 1917 р., після повідомлення про переворот у Петрограді, у приміщенні управи зібралася нарада громадських організацій. «Ми, – закликав К.Д. Гесберг, – повинні докласти всіх зусиль заради збереження порядку в країні і... в нашій губернії. З цією метою повинен бути створений комітет, який прийняв би на себе керівництво життям нашого краю». Серед керівництва комітету К.Д. Гесберг хотів бачити й себе, чого більшість громадських організацій міста і губернії не заперечували. 4 березня 1917 р. на засіданні Тимчасового виконавчого комітету громадських організацій (далі Комітет) Костянтин Дмитрович Гесберг був обраний головою.
Невдовзі його було призначено катеринославським губернським комісаром.
Ситуація в Катеринославі та губернії стрімко мінялася. К.Д. Гесберг, який обіймав посади голови земської управи і Комітету, а також губернського комісара вже не вдовольняв нові політичні сили, які з’явилися внаслідок революції: Рада робочих і солдатських депутатів, Катеринославська українська губерніальна рада, Всеросійський селянський союз та інші. На початку червня він категорично відмовився від подальшої роботи на посаді голови Губернського виконавчого комітету.
25 червня 1917 р. була скликана надзвичайна сесія Катеринославського губернського земства. 28 червня 1917 р. відбулися вибори голови губернської управи. Перемогу здобув гласний від Бахмутського повіту Новак Андрій Васильович. 
Подальша доля невідома.